# Tomb Raider: Chronicles
Tomb Raider: Chronicles, anche noto come Tomb Raider V, sottotitolato La leggenda di Lara Croft sulle confezioni italiane, è un videogioco del genere avventura dinamica, quinto episodio della serie Tomb Raider e sequel di Tomb Raider: The Last Revelation. È stato sviluppato da Core Design e pubblicato da Eidos Interactive il 17 novembre 2000 in Europa per PlayStation, PC e Sega Dreamcast.
Il gioco prosegue la linea narrativa da Tomb Raider: The Last Revelation con l'archeologa presunta morta, e tre amici che si riuniscono e ricordano alcune avventure della sua carriera. Il gameplay segue Lara attraverso livelli lineari, risolvendo enigmi e affrontando vari nemici. Alcuni livelli includono elementi diversi di gameplay, come lo stealth. 
Nonostante la presunta morte di Lara Croft in The Last Revelation, Core Design fu costretta da Eidos a continuare la serie; mentre un nuovo team lavorava a The Angel of Darkness per PlayStation 2, un team veterano sviluppò Chronicles basandosi su dei concept tagliati da The Last Revelation. 
Ricevette critiche miste, e sia quelle positive che quelle negative notarono la mancanza di nuove meccaniche.
Dal 12 gennaio 2011 è possibile scaricare, solo in lingua inglese, Tomb Raider: Chronicles per PlayStation 3 e PlayStation Portable tramite PlayStation Network.

## Trama
Nel finale di Tomb Raider: The Last Revelation Lara Croft è rimasta sepolta sotto le macerie dell'ingresso della Grande piramide di Giza. Il suo vecchio maestro e nemico Werner Von Croy è impegnato in Egitto nei lavori di scavo dell'ingresso crollato per ritrovarla e possibilmente salvarla. Nel frattempo, familiari e amici si riuniscono a Croft Manor per celebrare la scomparsa dell'amata Lara, ricordando e narrando alcune delle imprese e avventure da lei vissute prima della sua presunta morte.
Winston, fedele maggiordomo di Lara, la ricorda in una delle sue prime avventure, a Roma, impegnata nella ricerca della pietra filosofale, ostacolata da Pierre e Larson (già apparsi in Tomb Raider), una coppia di imbranati trafficanti di reperti archeologici. Incautamente, i due trafficanti attivano un antico meccanismo che dà vita a mostri e creature mitologiche tentando di accedere al luogo in cui è conservata la pietra. Lara riesce a sbloccare il portale d'accesso, e dopo aver affrontato le insidie del Colosseo, recupera la pietra.
Charles Kane racconta della ricerca della Lancia del Destino, andata perduta durante la Seconda guerra mondiale a bordo in un sottomarino tedesco. Sergei Mikhailov, un mafioso russo, è interessato a recuperare la Lancia per acquisirne i poteri, e per questo ha corrotto l'ammiraglio Yarofev, comandante di un sottomarino russo, perché lo aiuti nell'impresa. Infiltratasi a bordo del sottomarino, Lara riesce a recuperare la Lancia prima di Sergei e dei suoi uomini dal relitto dell'U-Boot tedesco. Tornata a bordo e catturata, Lara assiste allo scatenarsi del potere della Lancia del Destino, che causa ingenti danni al sottomarino sovietico e la morte di Sergei e dei suoi uomini. Aiutata dall'ammiraglio Yarofev, Lara riesce a risalire in superficie utilizzando un modulo di salvataggio, lasciando la Lancia del Destino nel sottomarino, che l'ammiraglio Yarofev manda a schiantarsi sul fondo dell'oceano mentre Lara si allontana.
Padre Dunstan ricorda quando, chiamato per un esorcismo sulla temibile Isola Nera, fosse stato seguito di nascosto da Lara, all'epoca appena diciassettenne. Lì i due si trovarono ad affrontare un demone imprigionato sull'Isola a causa di un antico rito magico che lo confinava in una zona circondata da acqua corrente. Dopo aver rapito padre Dunstan, il demone costringe Lara a trovare un sistema per fermare le correnti del luogo. Lara ritrova fortunosamente Il Bestiario, un antico libro di formule magiche con le quali riesce a imporre il proprio volere al demone e a salvare padre Dunstan.
Winston conduce i suoi amici nella Sala dei Trofei, dove Lara conserva gli artefatti recuperati nel corso delle sue avventure. Alla vista dell'Iride, Winston racconta di come Lara fosse riuscita a sottrarre il prezioso artefatto a Werner Von Croy infiltrandosi nel grattacielo delle sue Industrie a New York. Aiutata dall'esperto informatico Zip, Lara riesce ad infiltrarsi nel laboratorio in cui è custodita l'Iride e a rubarla. Von Croy tenta in ogni modo di fermarla e di riprendersi l'Iride, perfino mandando sulle sue tracce due pericolosi automi, ma Lara riesce ugualmente a sfuggirgli lanciandosi dal tetto del grattacielo con un deltaplano dopo una rocambolesca fuga.
Mentre gli amici di Lara brindano alla sua memoria, in Egitto Von Croy viene chiamato urgentemente all'interno dello scavo della Grande Piramide. Uno degli scavatori consegna a Von Croy lo zainetto di Lara: è stata ritrovata.

## Modalità di gioco
Il gameplay di Tomb Raider: Chronicles non si discosta molto da quello dei precedenti episodi, in particolare da quello di Tomb Raider: The Last Revelation; la differenza principale è la presenza di forti elementi stealth: in molti livelli Lara si ritroverà senza armi, costringendo il giocatore a trovare percorsi nascosti per aggirare i nemici o armi alternative per tramortirli. 
A differenza del precedente capitolo, dove in alcuni casi era possibile tornare in livelli già visitati per adoperare armi o oggetti trovati successivamente, in Chronicles ogni livello è autoconclusivo. Anche il tutorial del gioco è diverso rispetto ai precedenti episodi: non ritorna infatti Croft Manor, già sparito in The Last Revelation, ma nel primo livello vi è un'apposita sezione opzionale dove il giocatore può affinare le sue mosse.
Lara è dotata di alcune nuove mosse, come l'attraversamento in sospensione di corde tese, le piroette su sbarre orizzontali e una capriola che permette di uscire velocemente dai cunicoli attraversati carponi. Questo è tuttavia l'unico capitolo, oltre a Tomb Raider 1, in cui Lara non guida veicoli di alcun tipo.

### Lara
Furono aggiunte alcune abilità per Lara, tra cui la possibilità di camminare lungo funi sospese nel vuoto e aggrapparsi e ondeggiare a sbarre orizzontali. Vennero reintrodotti per Lara capi di vestiario differenti per ogni avventura, in modo simile a quanto avveniva in Tomb Raider III:
- La classica tenuta Tomb Raider (short marroni, body verde acqua e stivali marroni) nei livelli ambientati a Roma.
- Tuta artic camo grigia e bianca e toque di lana nero per i livelli La base, Il sottomarino e Sottomarino sommerso.
- Atmospheric Diving Suit con propulsori idrodinamici per il livello In profondità.
- Gilet e bermuda verdi con t-shirt bianca e stivali marroni per i livelli ambientati sull'Isola Nera.
- Tuta aderente di lattice nero con visore infrarossi per i livelli ambientati a New York.

### Armi
Il campionario di armi a disposizione è molto simile a quello di Tomb Raider: The Last Revelation, con poche o minime variazioni dal precedente capitolo. Da sottolineare il ritorno, solo per i livelli in Russia, della pistola Desert Eagle di Tomb Raider III, mentre nei livelli a Roma è disponibile la rivoltella con mirino laser già apparso in The Last Revelation. Nei livelli ambientati a New York Lara utilizza un fucile Heckler & Koch MP5 (anch'esso già presente in Tomb Raider III) con silenziatore e tre diverse modalità di tiro e la nuova pistola lancia-rampino dotata di mirino laser.

### Segreti
Nel corso del gioco il giocatore può recuperare un totale di 36 segreti, costituiti da altrettante rose dorate, talvolta accompagnate da munizioni e medikit extra. Recuperando tutti i segreti si avrà accesso, dal menu delle opzioni di gioco, ad una sezione di contenuti speciali, costituita da vari renders di Lara ispirati a Chronicles e da alcune immagini e storyboard tratti dalle versioni beta di Tomb Raider: The Angel of Darkness, all'epoca in sviluppo da parte di Core Design con il titolo provvisorio di Tomb Raider: Next Generation.

## Personaggi
- Lara Croft
- Winston Smith: l'anziano maggiordomo ha riunito a Croft Manor dei vecchi amici di Lara per ricordarla in alcune delle sue avventure.
- Larson Conway: trafficante di antichi reperti americano un po' tonto, è in combutta con il suo socio Pierre Dupont per recuperare la pietra filosofale. Seguirà Lara, tendendole anche diversi agguati, nel corso della sua ricerca del prezioso reperto.
- Pierre Dupont: trafficante d'arte francese, è a Roma insieme a Larson alla ricerca della pietra filosofale. Si dimostra più furbo di Larson, ed è, a modo suo, galante nei confronti di Lara.
- Charles Kane: incarica Lara di recuperare per lui la Lancia del Destino dall'U-Boot affondato nei livelli in Russia. Inizialmente era previsto il ritorno di Jean-Yves, apparso in Tomb Raider: The Last Revelation, ma a seguito della denuncia dell'archeologo ed egittologo francese Jean-Yves Empereur[4][5], che aveva ravvisato nel personaggio del gioco notevoli somiglianze con sé stesso, Core Design ideò il personaggio di Charles Kane.
- Sergei Mikhailov: boss della mafia russa, è alla ricerca della Lancia del Destino, il cui potere lo condurrà alla morte.
- Ammiraglio Yarofev: comandante di un sottomarino nucleare russo, dopo la caduta della cortina di ferro è costretto ad accettare lavori illegali per sostentare i suoi uomini. Dopo aver scoperto Lara a bordo del suo sottomarino, la rinchiude in uno dei magazzini. Lara lo ritroverà, ferito, sul ponte di comando dopo le esplosioni susseguitesi allo sprigionarsi del potere della Lancia. Aiuterà Lara ad approntare la navicella di salvataggio per fuggire dal sottomarino, ma si rifiuterà di seguirla.
- Padre Patrick Dunstan: uno dei tre amici convenuti a Croft Manor, conobbe Lara quando lei era ancora adolescente. Viene chiamato ad effettuare un pericoloso esorcismo sull'Isola Nera.
- Vladimir Kaleta: il demone che infesta l'Isola Nera da 700 anni. Gli venne promessa la vita eterna dall'abate dell'Isola in cambio di un'antica pergamena ma, ingannato e bloccato in un luogo circondato da acqua corrente, si è trasformato in un demone. Rapisce padre Dunstan per costringere Lara a fermare l'acqua dei mulini che circondano l'area ed essere finalmente liberato.
- Zip: hacker esperto, è in contatto con Lara per aiutarla ad infiltrarsi nelle Industrie Von Croy.
- Werner Von Croy: archeologo austriaco, appare immobilizzato su una sedia a rotelle nel corso di un breve filmato al termine del livello Fuga con l'Iride. Appare però anche nel finale del gioco, quando viene estratto lo zaino di Lara dalle rovine della Grande Piramide.

## Sviluppo
Lo stesso team di sviluppo che si era occupato di Tomb Raider: The Last Revelation venne impiegato per lo sviluppo di Tomb Raider: Chronicles. Il team non era particolarmente entusiasta di sviluppare un altro Tomb Raider con lo stesso engine grafico dei precedenti episodi. Tuttavia il motore di gioco venne ulteriormente potenziato con l'aggiunta di nuovi effetti e migliorie al codice per renderlo più fluido e performante. Furono inoltre corretti in questa versione del motore alcuni bug presenti in The Last Revelation.
Il modello di Lara raggiunse i 500 poligoni.

## Doppiaggio
| Personaggio                                                                                 | Doppiatore italiano |
| ------------------------------------------------------------------------------------------- | ------------------- |
| Lara Croft                                                                                  | Elda Olivieri       |
| Winston e l'uomo impiccato                                                                  | Giorgio Melazzi     |
| Pierre Dupont                                                                               | Silvano Piccardi    |
| Zip                                                                                         | Luca Sandri         |
| Werner Von Croy (Egitto)                                                                    | Raffaele Fallica    |
| Padre Patrick Dunstan                                                                       | Antonio Paiola      |
| Charles Kane                                                                                | Luca Bottale        |
| Sergei Mikhailov                                                                            | Claudio Moneta      |
| Larson, Ammiraglio Yarofev, Vladimir Kaleta, Werner Von Croy (New York) e l'uomo in smoking | Marco Balbi         |

## Nemici
- Dobermann: agili ma non molto pericolosi, colpiscono solo nel livello Strade di Roma.
- Pipistrelli: poco pericolosi ma voraci, non si possono eliminare e costituiscono solo un pericolo passeggero. Presenti sia a Roma che in Irlanda.
- Topi: come i pipistrelli, neanche i topi possono essere uccisi, e sono a loro volta un pericolo minimo.
- Larson Conway: tende agguati a Lara all'improvviso. Armato di rivoltella, spara a Lara rapidi colpi, ma basteranno pochi colpi di Lara per farlo scappare. Non è possibile eliminarlo.
- Soldato romano: boss presente a Roma, si distingue in due varianti: la prima, armata di spada da cui lancia fulmini blu, è presente nel livello Mercati Traianei. La seconda variante, armata di martello, è presente nel livello Il Colosseo.
- Testa di Marte: presente esclusivamente nel livello Mercati Traianei, è costituito da una grossa testa di metallo che galleggia in aria. Pericoloso, ha per occhi due pietre verdi, da cui lancia raggi che inceneriscono Lara all'istante.
- Gargoyles: mostri di metallo presenti solo nel livello Mercati Traianei, incautamente attivati da Larson. Ogni mostro è indipendente e spara dalla bocca fiammate debilitanti in grado di dare fuoco a Lara.
- Leoni: feroci e aggressivi, sono presenti nei sotterranei del livello Il Colosseo.
- Gladiatori: presenti solo nel livello Il Colosseo, sono aggressivi ma non molto difficili da eliminare.
- Cani da guardia: Huski Siberiani presenti nel livello La Base.
- Soldati russi: presenti occasionalmente nel livello La base.
- Cecchini: posizionati alle finestre del livello La base, possono essere difficili da individuare, ma un unico colpo è sufficiente ad eliminarli. Sono inoltre presenti anche nel livello Fuga con l'Iride, dove però non possono essere eliminati.
- Mafiosi: guardie del corpo di Sergei Mikhailov, scortano il loro capo nel corso della missione per il recupero della Lancia del Destino. Sono armati di pistola e non molto veloci.
- Sommergibile: presente nel livello In profondità, pattuglia l'area prospiciente il sottomarino russo. Spara razzi estremamente debilitanti. Non può essere eliminato.
- Folletti: prendono di mira Lara tirandole addosso sassi e pietre nei livelli Il patibolo e Il vecchio mulino. Temono il fuoco, con cui Lara può fermarli gettando loro vicino una torcia accesa.
- Scheletri fantasma: invisibili fino a quando Lara non passa loro vicino, sono presenti nel livello Il Labirinto. Rimangono fermi, tentando di colpire Lara con i fendenti delle loro spade.
- Lupo mannaro: presente alla fine del livello Il labirinto. Aggredisce Lara con dei morsi molto debilitanti.
- Sirena: impedisce a Lara di accedere all'interno del vecchio mulino afferrandola e colpendola con la coda. È necessario utilizzare l'astuzia per potersene liberare.
- Guardie di sorveglianza delle Industrie Von Croy: pattugliano i corridoi e i piani dei livelli ambientati a New York. Spesso alcune sono immerse in un placido sonno, o è possibile stordirle con il cloroformio.
- Guardie corazzate: pericolosissimi nemici nei livelli a New York, indossano una robusta corazza antiproiettile e sono armate di potenti armi laser, con cui possono incenerire Lara con un sol colpo. È possibile eliminarle solo colpendole alla testa, unica parte del corpo scoperta.
- Personale operativo delle Industrie Von Croy: sono inoffensivi, ma verranno protetti da torrette mitragliatrici se Lara punterà contro di loro le sue armi.
- Cavie: presenti solo nel livello Il 13º piano, sono in grado di rompere le teche che le contengono e inseguire Lara per divorarla. Non possono essere eliminate.
- Automi: presenti esclusivamente nel livello Allarme rosso!. Veri e propri uomini corazzati, non è possibile ucciderli tradizionalmente ma solo soffocarli con il gas o cortocircuitarli.

## Livelli

### Italia,Roma
- 1º Livello: Strade di Roma
- 2º Livello: Mercati Traianei
- 3º Livello: Il Colosseo

### Russia
- 4º Livello: La base
- 5º Livello: Il sottomarino
- 6º Livello: In profondità
- 7º Livello: Sottomarino sommerso

### Irlanda
- 8º Livello: Il patibolo
- 9º Livello: Il labirinto
- 10º Livello: Il vecchio mulino

### New York, Industrie Von Croy
- 11º Livello: Il 13º piano
- 12º Livello: Fuga con l'Iride
- 13º Livello: Allarme rosso!

## Accoglienza
Tomb Raider: Chronicles venne accolto freddamente dalla critica, ed è attualmente il gioco della serie con il più basso record di vendite.
GameSpot valutò la versione PC del gioco con un punteggio di 6.3/10. Pur trovando il gioco nel complesso piacevole, la mancanza di originalità, con meccaniche di gioco mutuate da altri videogames come Metal Gear Solid e la bassa qualità tecnica complessiva, ne abbassò notevolmente la valutazione. Sia la versione PlayStation che quella Dreamcast guadagnarono entrambe un punteggio di 7.2/10.
IGN assegnò alla versione PC un punteggio di 6.3/10, criticando la scarsa qualità grafica, il comparto sonoro insoddisfacente e, più in generale, una giocabilità troppo abusata, pur ritenendo il Tomb Raider Level Editor una valida aggiunta alla pubblicazione. La versione Dreamcast, valutata con un punteggio di 5.8/10, sottolineava ancora una volta la ripetitività del gameplay e i problemi di gestione della telecamera di gioco.

## Tomb Raider Level Editor
Alla pubblicazione di Tomb Raider: Chronicles fu allegato un disco separato contenente il Tomb Raider Level Editor, con il quale è possibile creare nuovi livelli e giocare i livelli realizzati dai fan. Il pacchetto di installazione conteneva, oltre ai programmi e agli elementi di base per realizzare livelli, anche alcuni livelli tratti da Tomb Raider: The Last Revelation a scopo dimostrativo.
Inizialmente Core Design pubblicò con l'editor un set di 5 livelli con lievi modifiche da Tomb Raider: The Last Revelation e un livello tutorial per apprendere le nozioni base del programma. Pochi mesi dopo, Eidos Interactive pubblicò su internet un set di tre livelli sempre tratti da The Last Revelation e alcune mappe grafiche aggiuntive da vari episodi della serie.
Nel 2005, con la distribuzione online di una versione da provare gratuitamente di Tomb Raider: Chronicles, l'editor è diventato completamente gratuito e scaricabile da internet.
La diffusione del Tomb Raider Level Editor ha portato allo sviluppo e alla pubblicazione di oltre 2000 livelli dalla pubblicazione dell'editor.